# José Estartús
José Estartús y Aiguabella (San Privat de Bas, 1811 - ibídem, 1887) fue un militar español.

## Biografía
De origen humilde, de joven ingresó en el Seminario de Gerona, a finales de 1833, lo abandonó para hacerse voluntario carlista. Participó en las tres guerras carlistas y en los levantamientos de 1855 y 1869 Destacó en numerosos hechos de armas, como el sitio de Olot en 1835, en la Primera Guerra Carlista, que le valió la graduación de comandante, acabó la campaña con el grado de coronel; en la Guerra de los Matiners, participó en la acción del Pasteral y la ocupación de Olot en 1848 a las órdenes de Ramón Cabrera, en esta fue nombrado comandante general de la primera división, con la graduación de brigadier. Participó asimismo en el alzamiento carlista de 1855. En 1869 tomó parte en el levantamiento de la provincia de Gerona, con el grado de mariscal de campo. Sufrió cinco exilios —dos en Francia, uno en Suiza, uno en Italia y uno en Inglaterra—. En 1875, igual que Ramón Cabrera, reconoció a Alfonso XII. Murió el 28 de diciembre de 1887.